# エイミー・ジャクソン
エイミー・ルイーズ・ジャクソン（Amy Louise Jackson、1991年1月31日 - ）は、主にインド映画で活動するイギリス人女優、モデル。16歳からモデル活動を始め、2009年にミス・ティーン・ワールドで優勝した。2010年にA・L・ヴィジャイの『Madrasapattinam』で女優デビューし、『Ekk Deewana Tha』『Singh Is Bliing』『ロボット2.0』などに出演した。この他に『SUPERGIRL/スーパーガール』のサターンガール役として知られている。

## 人物
マン島のイギリス人キリスト教徒のアラン、マルゲリータの娘として生まれる。姉アリシアはエイミーと同じく女優として活動している。エイミーが2歳の時、ジャクソン家はリヴァプール・ウールトンにある父母の家に移住する。彼女はセント・エドワーズ・カレッジに進学して英文学、哲学、倫理学を専攻した。
2019年1月初旬、イギリス人実業家でホテルチェーンを経営するアンドレアス・パネイオトウの息子ジョージと婚約した。同年3月には妊娠していることを公表した。2021年に離婚し、2024年にエド・ウェストウィックと再婚している。
マハーラーシュトラ州ムンバイ在住。

## キャリア

### 2008年 - 2010年
ミス・ティーン・リヴァプールとミス・ティーン・グレートブリテンに優勝した後、エイミーは2009年にミス・ティーン・ワールドで優勝した。その後、アメリカ合衆国でのモデル契約を結び、2010年にミス・リヴァプールで優勝する。2010年にミス・イングランドに出場するが、ジェシカ・リンレイに敗れ準優勝となった。

### 2010年 - 2014年

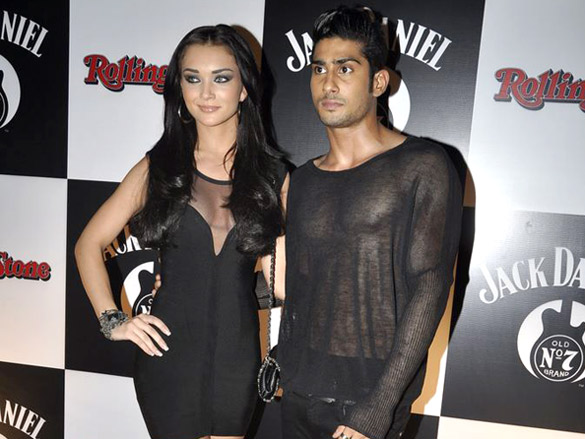
エイミーとプラティーク・バッバル

2010年、タミル語映画のプロデューサーはミス・ティーン・ワールドのウェブサイトでエイミーの写真を見付け、彼女を『Madrasapattinam』のオーディションに招待した。彼女は演技経験がなかったが、オーディションに合格してアーリヤと共に主演を務めた。エイミーは村の男性に恋するインド総督の娘を演じ、同作は興行的な成功を収め、彼女の演技は批評家から高い評価を得た。Sifyは「彼女のタミル語の演技は本当に素晴らしく、映画を鑑賞する良い理由の一つになっています」と批評しており、Behindwoodsは「最高の栄誉を手にするのは、愛と強大な帝国の間に引き裂かれる令嬢役のエイミー・ジャクソンの美しい演技です。彼女は全くもって美しく見え、表現豊かな目を通して感情を表し、観客の共感を得ることでしょう」と批評している。Rediff.comは「エイミー・ジャクソンは、インドを初めて見て、その文化に魅了された純粋な若い少女としてほぼ完璧である」と批評しており、エイミーはヴィジャイ・アワード 新人女優賞にノミネートされた。
2011年、『Vinnaithaandi Varuvaayaa』のリメイク作であるガウタム・ヴァスデーヴ・メーナンの『Ekk Deewana Tha』でヒロイン役を演じ、プラティーク・バッバルと共演した。彼女はオリジナル版におけるトリシャー・クリシュナンの役柄を演じ、ヒンドゥー教徒の男性に恋するが、父親の反対に遭うキリスト教徒の女性を演じている。エイミーは演技とバッバルとのコンビネーションを賞賛され、BehindWoodsからは「彼女は奇跡を起こした」、ザ・タイムズ・オブ・インディアからは「彼女は決して失望させない」と批評されている。
2012年、『Thaandavam』でテルグ語映画デビューし、ヴィクラム、アヌシュカ・シェッティと共演した。同作はロンドンで撮影され、エイミーはミス・ロンドンに選ばれたアングロ・インディアンの少女サラ役を演じ、自分でタミル語の吹き替えを行ったという。彼女は第60回フィルムフェア賞 南インド映画部門でタミル語映画部門助演女優賞に初めてノミネートされた。
2014年、『ザ・フェイス』でラーム・チャラン、シュルティ・ハーサンと共演している。

### 2015年 - 2016年

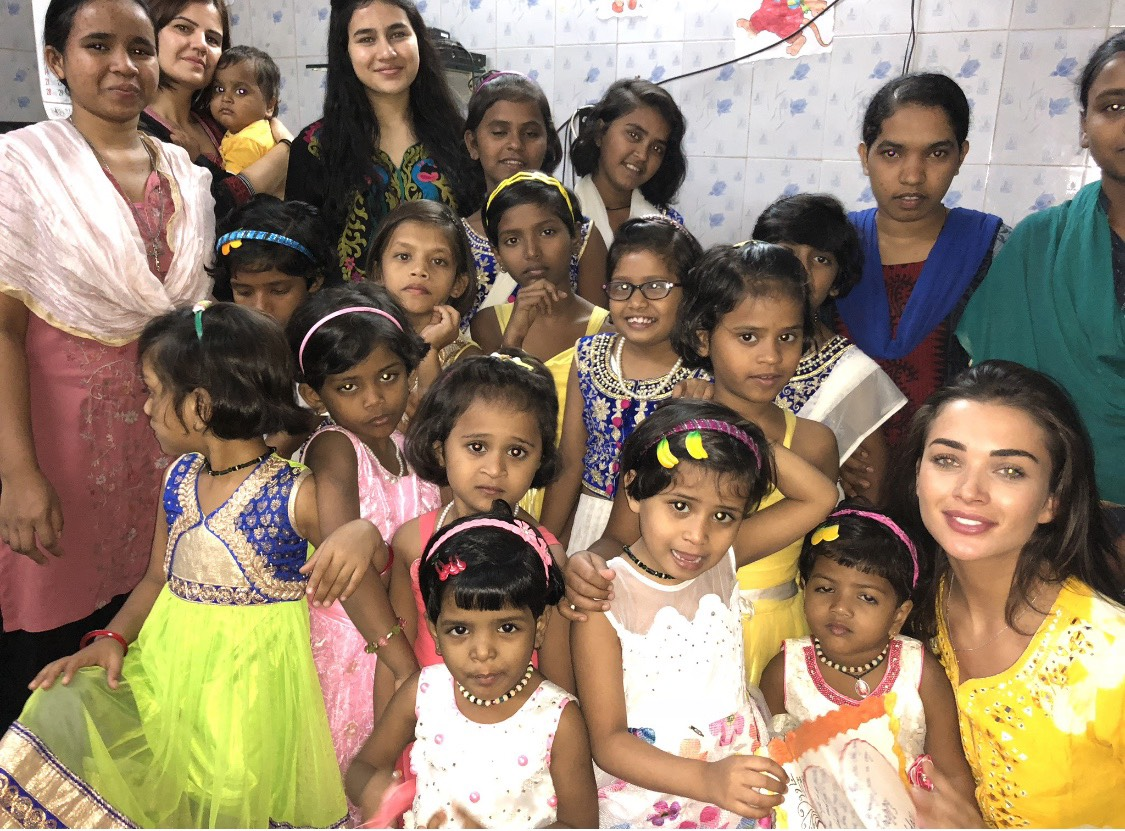
ムンバイの孤児院を訪問するエイミー（右端）

2015年、シャンカルの『マッスル 踊る稲妻』でヒロイン役を演じ、同作はエイミーのキャリアの中で最大の企画だった。同作はインド映画史上最も高額な製作費が投じられた映画の一つであり、2年半の期間をかけて撮影され、その大部分は中国で撮影された。映画は1月14日に公開され、評価は賛否両論となった。エイミーの演技について、デカン・クロニクルから「彼女はシンプルに素晴らしい。彼女は映画のもう一つのハイライトであり、成熟した演技を見せました」、Sifyからは「パーフェクトな目の保養」と評価され、その結果ザ・タイムズ・オブ・インディアのチェンナイ版「インドで最も好ましい女性2014」で第1位に選ばれた。同年10月にはプラブデーヴァーの『Singh Is Bliing』でヒロイン役を演じ、アクシャイ・クマールと共演した。また、ヴェンカット・プラブの『Massu Engira Masilamani』にも起用されていたが、脚本と彼女の演じる予定だったキャラクターの設定が変更された際に降板している。この他に『Thanga Magan』でダヌシュ、サマンタと共演している。

### 2017年以降
2017年9月25日、CWテレビジョンネットワークのドラマシリーズ『SUPERGIRL/スーパーガール』にサターンガール役で出演することが発表され、第3シーズンに初登場した。
2018年、カンナダ語映画『The Villain』でヒロイン役を演じ、シヴァ・ラージクマール、スディープと共演した。同年公開の『ロボット2.0』ではラジニカーント、アクシャイ・クマールと共演している。

## 女優以外の活動
エイミーは英国映画テレビ芸術アカデミー、カンヌ国際映画祭、ブリティッシュ・ファッション・アワード、国際ファッション・ウィークの常連であり、またVogue、Marie claire、COSMOPOLITAN、Hello!で特集されている。この他にサルマーン・カーンが創設した慈善団体ビーイング・ヒューマン・ファウンデーションなど複数の慈善団体・女性団体の大使・スポークスマンを務めている。
2014年に「Alfie」という名前の猫と共に動物の倫理的扱いを求める人々の会の広告キャンペーンに登場し、動物の里親促進を訴えた。また、セントジュード小児研究病院やインドの女児教育団体を支援しており、ヤードレー・オブ・ロンドンとポンズのブランド大使も務めている。2017年に母と共同でロンドンにレストランを開業しており、同年3月4日にはニューヨークに拠点を置く企業EscapeXと共同で新しいモバイルアプリ「Amy Jackson Official App」の開設を発表した。

## フィルモグラフィ

### 映画

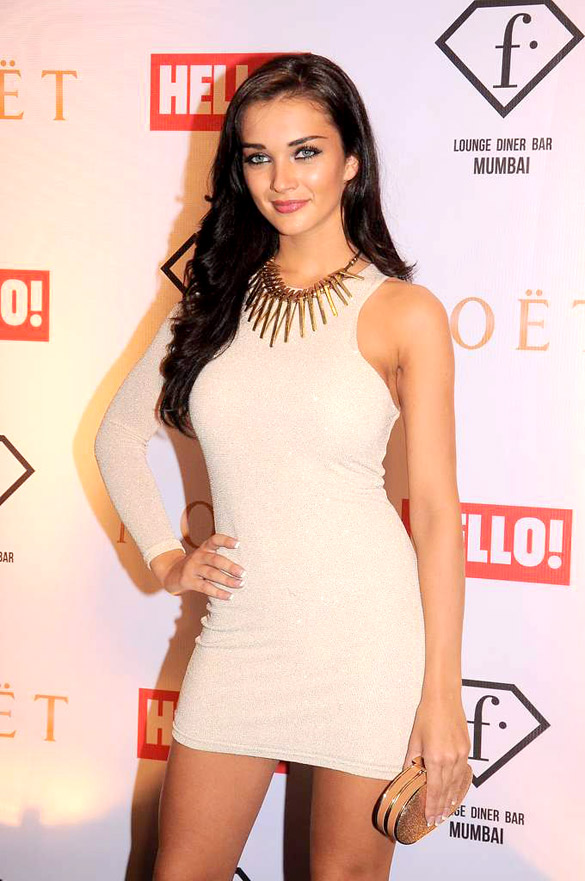
エイミー・ジャクソン

- Madrasapattinam（2010年） - エイミー・ウィルキンソン
- Ekk Deewana Tha（2012年） - ジェシー
- Thaandavam（2012年） - サラー
- ザ・フェイス（2014年） - シュルティ
- マッスル 踊る稲妻（2015年） - ディヤー
- Singh Is Bliing（2015年） - サラ・ラーナ
- Thanga Magan（2015年） - ヘマ
- Gethu（2016年） - ナンディニ
- Theri（2016年） - アニー
- Freaky Ali（2016年） - メーガ
- Devi（2016年） - ジェニファー
- Boogie Man（2017年） - ニミシャ[51]
- The Villain（2018年） - シータ
- ロボット2.0（2018年） - ニーラ

### テレビシリーズ
- SUPERGIRL/スーパーガール（2017年-2018年） - サターンガール（英語版）